# Cephalodella minora
Cephalodella minora är en hjuldjursart som beskrevs av Wulfert 1960. Cephalodella minora ingår i släktet Cephalodella och familjen Notommatidae. Inga underarter finns listade i Catalogue of Life.